# جولای کلاه‌قهوه‌ای
جولای کلاه‌قهوه‌ای (نام علمی: Ploceus insignis) نام یک گونه از سرده جولاها است.